# Outeiro (Lousame)
Outeiro (Oficialmente O Outeiro) es una aldea situada en la parroquia de Lousame en el municipio de Lousame, provincia de La Coruña, Galicia, España. 
En 2021 tenía una población de 20 habitantes (10 hombres y 10 mujeres). Está situada a 64 metros sobre el nivel del mar a 3,8 km de la cabecera municipal. Las localidades más cercanas son Marracín de Abaixo, Marracín de Arriba, Maxide y Portela.